# Mr. Nice
Pour plus de détails, voir Fiche technique et Distribution.
Mr. Nice est un film britannique réalisé par Bernard Rose, sorti en 2010.

## Synopsis
Howard Marks est un trafiquant de cannabis britannique monté en puissance dans les années 1970.

## Fiche technique
- Titre : Mr. Nice
- Réalisation : Bernard Rose
- Scénario : Bernard Rose d'après le roman de Howard Marks
- Musique : Philip Glass
- Pays d'origine :  Royaume-Uni
- Format : Couleurs
- Durée : 121 minutes
- Date de sortie : 2010

## Distribution
- Rhys Ifans : Howard Marks
- Chloë Sevigny : Judy Marks
- David Thewlis : Jim McCann
- Elsa Pataky : Ilze
- Crispin Glover : Ernie Combs
- Andrew Tiernan : Alan Marcuson
- Omid Djalili : Saleem Makik
- Ken Russell : Russell Miegs
- Luis Tosar : Lovato
- Jack Huston : Graham Plinson
- Emerald Fennell : Rachel

## Article annexe
- Psychotrope au cinéma et à la télévision